# Molguloides coronatum
Molguloides coronatum är en sjöpungsart som beskrevs av Monniot 1978. Molguloides coronatum ingår i släktet Molguloides och familjen kulsjöpungar.
Artens utbredningsområde är Södra Ishavet. Inga underarter finns listade i Catalogue of Life.